# Kanton Rijsel-Zuidoost
Rijsel-Zuidoost (Frans: Lille-Sud-Est) is een voormalig kanton van het Franse Noorderdepartement. Het kanton maakte deel uit van het arrondissement Rijsel. In 2015 is het opgegaan in de nieuw gevormde kantons: kanton Rijsel-4, kanton Rijsel-5 en het kanton Faches-Thumesnil.

## Gemeenten
Het kanton Rijsel-Zuidoost omvatte de volgende gemeenten:
- Faches-Thumesnil
- Lezennes
- Rijsel (deels, hoofdplaats)
- Ronchin